# Журавське (озеро)
Журавське — озеро в с. Березина (Житомирський район, Житомирська область).

## Опис
Утворене в середині 20 століття для ведення господарства.
Розташоване в селі Березина (район Корчунок).
Назва походить прізвища родини Журавських.

Найглибша точка — 2 метри.
Тваринний світ представлений рибою (карась) та тритонами, які є дуже численними в цьому регіоні. Озеро стало своєрідною «резервацією» для цих амфібій.

Наразі озеро втратило своє цільове значення.